# Сороковий день
«Сороковий день» (рос. «Сороковой день») — радянський телефільм 1988 року, знятий режисером Олегом Єришевим на студії «Лентелефільм».

## Сюжет
За мотивами творів Сергія Єсіна. Загинув чоловік. Прямо біля свого будинку — потрапив під машину. На сороковий день збираються рідні та близькі вшанувати його пам'ять. Знайома ситуація — поділ спадщини. Кожному дано право показати свої найкращі та найгірші якості. Не всі виходять із честю із цього становища. Раптом процес розподілу переривається приходом того самого водія, під колесами машини якого і загинув чоловік. На його голову обрушуються звинувачення. Після того, як винуватця вигнано, відкриваються нові обставини того, що сталося — вдова повідомляє слідчому, що її чоловік був практично сліпий. Але каяття приходить пізно — водій гине, потрапивши під машину на тому самому місці, де і його жертва.

## У ролях
- Інна Макарова — Ірина Семенівна, вдова, економіст
- Людмила Шевель —Зоя, дружина Григорія, дочка загиблого
- Віктор Іллічов — Григорій, чоловік Зої, працівник ресторану
- Вадим Єрмолаєв — Клим, чоловік Наталії, син (від першого шлюбу) загиблого, хірург
- Олена Соловей — Наташа
- Олег Дмитрієв — Юра Люстров, онук загиблого, син Клима та Наташі
- Лев Семенов — Іван Данилович, друг загиблого
- Володимир Татосов — Яків Давидович, друг загиблого
- Злата Павловська — подруга водія
- Дмитро Кузьмін — Олексій, водій
- В. Лашин — епізод
- Н. Целоусова — епізод
- Т. Іванова — епізод
- Л. Гвоздєв — епізод
- І. Мишкін — епізод

## Знімальна група
- Режисер — Олег Єришев
- Сценарист — Олександр Шаримов
- Оператор — Роман Черняк
- Композитор — Юрій Сімакін
- Художник — Лариса Луконіна